# Calyptronema eberthi
Calyptronema eberthi is een rondwormensoort uit de familie van de Enchelidiidae. De wetenschappelijke naam van de soort is voor het eerst geldig gepubliceerd in 1876 door de Man.